# Împărat al Austriei

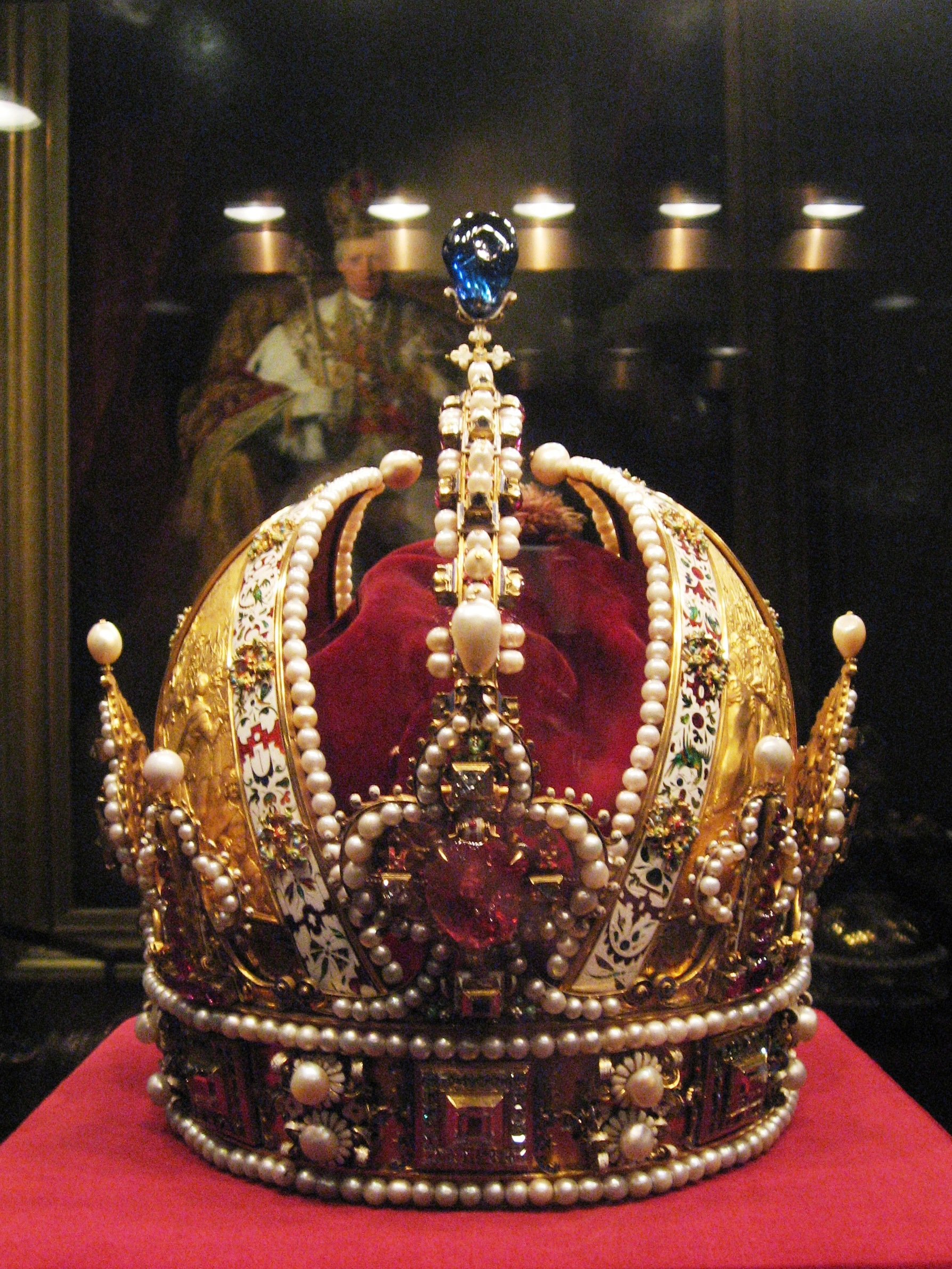
Coroana imperială a Austriei, adică a Habsburgilor, în perioada 1804–1918

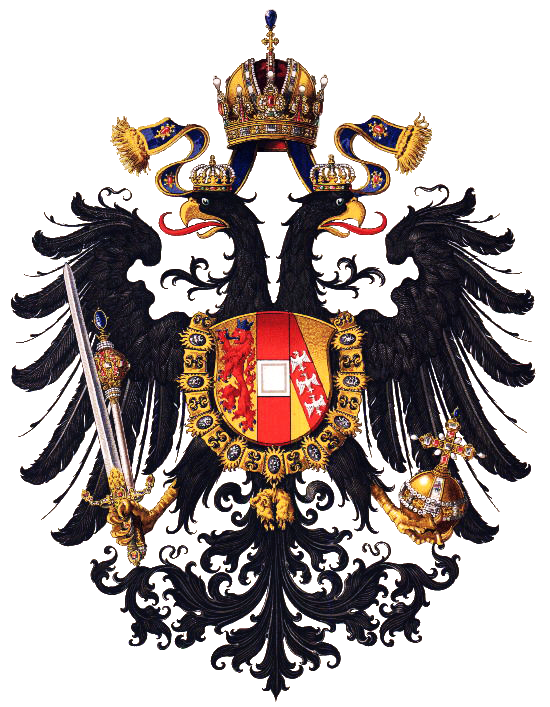
Mica stemă a împăratului Austriei (între 1806–1915), care era în același timp stema dinastiei cu cele trei simboluri ale Habsburgilor, Austriei și Lorenei, vizibile de la stânga la dreapta pe scutul de pe pieptul vulturului bicefal

Împărat al Austriei era titlul suveranului Habsburg al Imperiului Austriac între 1804 și 1867 și al jumătății austriece a dublei monarhii Austro-Ungaria în perioada 1867–1918 (în jumătatea maghiară, suveranul purta titlul de Rege al Ungariei).
Soțiile monarhului purtau titlul de împărăteasă. Împăratul și împărăteasa erau adresați cu Maiestatea Voastră; când se vorbea despre ei, se spunea Maiestatea Sa Împăratul respectiv Maiestatea Sa Împărăteasa.